# Racket (llenguatge de programació)
Racket (en un inici PLT Schema), en ciències de la computació, és un llenguatge de programació de propòsit general que estaria inclòs a la família Lisp-Scheme. Les aplicacions de Racket són genèrics, educació científica i recerca. Matthias Felleisen va fundar PLT a mitjans dels 1990 i el 1995 es va decidir de crear un entorn de programació badat en Scheme.

## Arquitectura
- Racket presenta les millors prestacions dels llenguatges Schema i Lisp.
- Racket és un compilador a bytecode que llavors s'executarà en una màquina virtual Racket.
- L'entorn de programació IDE s'anomena DrRacket.

## Exemples
- Visualitza "Hola món" :

```
#lang 
racket/base

"Hello, World!"

```

- Càlcul de factorial :

```
#lang 
typed/racket

(
:
 
fact
 
(
Integer
 
->
 
Integer
))

(
define
 
(
fact
 
n
)

 
(
cond
 
[(
zero?
 
n
)
 
1
]

 
[
else
 
(
*
 
n
 
(
fact
 
(
-
 
n
 
1
)))]))

```